# Life Is Peachy
| 전문가 평가                       | 전문가 평가 |
| 평가 점수                         | 평가 점수   |
| 출처                              | 점수        |
| --------------------------------- | ----------- |
| Christgau's Consumer Guide        | [ 3 ]       |
| Collector's Guide to Heavy Metal  | 9/10        |
| The Encyclopedia of Popular Music | [ 5 ]       |
| The Great Rock Discography        | 8/10        |
| Kerrang!                          | [ 7 ]       |
| Metal Storm                       | 8.5/10      |
| MusicHound Rock                   | [ 9 ]       |
| Q                                 | [ 10 ]      |
| The Rolling Stone Album Guide     | [ 11 ]      |

《Life Is Peachy》는 미국의 누 메탈 밴드 콘의 두 번째 스튜디오 음반이다. 1996년 10월 15일, 이모털 레코드와 에픽 레코드를 통해 발매되었다. 1994년 콘의 데뷔 음반이 발매된 후 밴드는 로스 로빈슨과 재회하여 프로듀싱을 맡았고 인디고 랜치 스튜디오로 돌아가 녹음을 진행했다. 《Life Is Peachy》는 마약, 사교 모임, 섹스, 배신, 복수 등의 주제를 담고 있다. 이 음반에는 〈Kill You〉 이후 숨겨진 트랙을 제외한 14개의 트랙이 있다. 마틴 리들은 커버 아트를 촬영했으며, 제목은 콘의 베이시스트 레지널드 아르비주의 이름을 딴 것으로 알려져 있다. 《Life Is Peachy》는 콘의 첫 번째 중요한 돌파구였으며, 이는 데뷔 음반 발매 후 끊임없는 투어와 팬층 구축을 통해 큰 기대를 불러일으켰다.
이 음반에 대한 비판적인 반응은 주로 엇갈렸지만 작곡과 음질은 호평을 받았다. 작가와 음악 저널리스트들은 《Life Is Peachy》가 혁신적이라고 생각했고, 일부는 조나단 데이비스의 보컬 기술과 구현된 노래에 찬사를 보냈다. 〈Good God〉에서의 그의 보컬 퍼포먼스는 음반의 본질을 요약한 것으로 여겨져 나중에 콘이 개척한 누 메탈이라고 불리게 될 음반 개발의 결정적인 요소 중 하나가 되었다. 홍보 기간 동안 신문과 잡지는 이 음반을 힙합 비트가 가미된 메탈 음반으로 사운드적으로 정의하여 독특한 사운드를 선사했다.
《Life Is Peachy》는 데뷔하여 빌보드 200에서 3위를 차지했고 뉴질랜드에서는 1위를 차지했다. 이 음반은 발매 첫 주에 미국에서 106,000장이 판매되었다. 1997년 1월, 미국 음반 산업 협회로부터 골드, 같은 해 12월 플래티넘 인증을 받았다. 《Life Is Peachy》는 1999년 11월, 미국에서 미국 음반 산업 협회 인증 더블 플래티넘을 받았다. 2009년까지 이 음반은 전 세계적으로 거의 300만 장이 판매되었다.

## 배경
콘은 1994년 데뷔 음반을 발매한 다음 해에 200~250개의 공연을 했다.  그 결과, 콘은 1995년 9월 30일로 끝나는 주에 《빌보드》의 히트시커스 차트에서 1위를 차지했다. 1995년 10월 초, 빌보드 200 차트에서 상승하기 시작하여 154,000개의 판매량을 기록했다. 당시 두 차트 모두 이례적인 성공을 거둔 것은 콘이 지난 2년 동안 빌보드 200에서 상위권에 진입한 최초의 신생 비주류 밴드 중 하나였기 때문이다. 또한 콘은 그 기간 동안 빌보드 200에서 이러한 두각을 나타낸 유일한 데뷔 음반이기도 했다.
1996년 1월, 상반기에 콘의 데뷔 음반 주간 판매량은 17,000장, 27,000장으로 밴드 인지도가 높아짐에 따라 증가했다. 이 음반은 1996년 1월 29일에 판매된 50만 장에 대해 미국 음반 산업 협회로부터 골드 인증을 받았다. 1996년 2월, 콘과 데프톤스는 오지 오스본의 미국 아레나 투어 오프닝 공연을 맡았다.
데뷔 음반 홍보를 위해 14개월간 투어를 다녀온 콘은 한 달을 쉬고, 다음 스튜디오 활동인 《Life Is Peachy》를 위한 자료를 쓰기 시작했다. 이 시점에서 콘의 멤버들은 지난 몇 년 동안 마약과 알코올의 영향을 받아 공연할 때만 냉정하게 지냈기 때문에 미래를 내다보는 데 어려움을 겪었다. 신곡을 작곡하기 시작하면서 뮤지션들은 "심각한 혼란 상태"에 빠졌지만 파티 습관을 멈추지 않았다. 한편 콘에 대한 "소음"은 "엄청났다.

## 곡 목록
모든 곡들은 특별한 언급이 없는 한 콘에 의해 작사/작곡하였다.
| #   | 제목                           | 작사·작곡 | 재생 시간 |
| --- | ------------------------------ | --- | --------- |
| 1.  | 〈Twist〉                      | | 0:49      |
| 2.  | 〈Chi〉                        | | 3:54      |
| 3.  | 〈Lost〉                       | | 2:55      |
| 4.  | 〈Swallow〉                    | | 3:38      |
| 5.  | 〈Porno Creep〉                | | 2:01      |
| 6.  | 〈Good God〉                   | | 3:20      |
| 7.  | 〈Mr. Rogers〉                 | | 5:10      |
| 8.  | 〈Kunts!〉                     | | 3:02      |
| 9.  | 〈No Place to Hide〉           | | 3:31      |
| 10. | 〈Wicked (Feat. 치노 모레노)〉 | 아이스 큐브 | 3:58      |
| 11. | 〈A.D.I.D.A.S.〉               | | 2:32      |
| 12. | 〈Lowrider〉                   | 실베스터 앨런, 해럴드 브라운, 모리스 "B.B." 디커슨, 르로이 조던, 찰스 밀러, 리 오스카, 하워드 E. 스콧, 제리 골드스타인 | 0:58      |
| 13. | 〈Ass Itch〉                   | | 3:39      |
| 14. | 〈Kill You〉                   | | 8:37      |

## 인증
| 국가                                                  | 인증        | 판매량/출하량 |
| ----------------------------------------------------- | ----------- | ------------- |
| 오스트레일리아 (ARIA)                                 | 플래티넘    | 70,000^       |
| 캐나다 (뮤직 캐나다)                                  | 골드        | 50,000^       |
| 뉴질랜드 (RMNZ)                                       | 골드        | 7,500^        |
| 영국 (BPI)                                            | 골드        | 100,000*      |
| 미국 (RIAA)                                           | 2× 플래티넘 | 2,000,000^    |
| *판매량을 기반으로 한 인증 ^출하량을 기반으로 한 인증 |             |               |